# Čeřeniště
Čeřeniště (německy Tschersing) je vesnice, část obce Malečov v okrese Ústí nad Labem. Nachází se v Českém středohoří na horním toku potoka Rytina, jižně od Ústí nad Labem a severně od Litoměřic.

## Historie

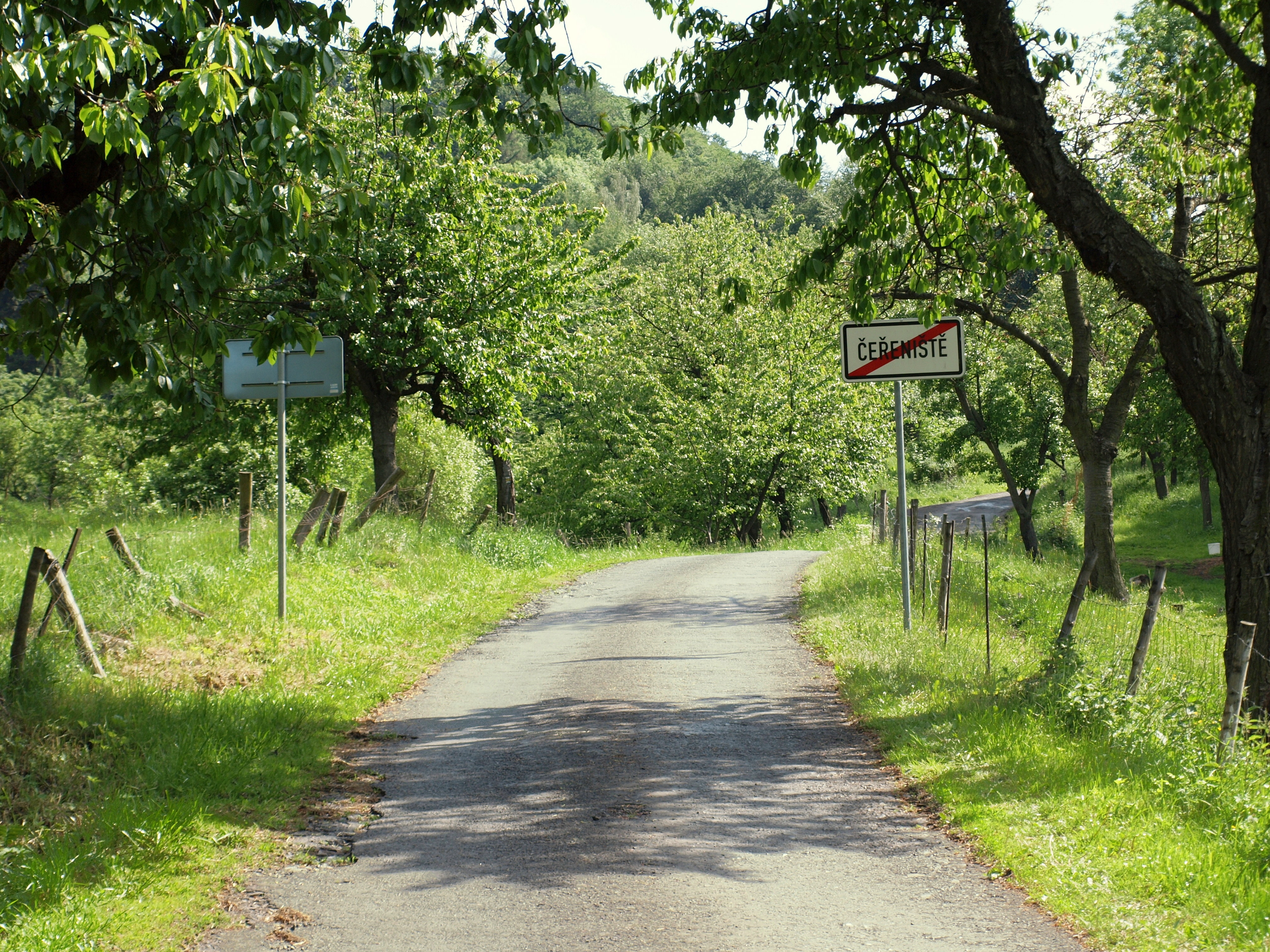
Vesnicí se táhne úzká vozovka, která v prudkém stoupání ves opouští a vede k rozhledně Varhošť a poté do Kundratic a Litoměřic

První písemná zmínka o vesnici  pochází z roku 1407 jako majetek královské koruny. V 16. století byla majetkem Hynka Krabice z Veitmile, který ves prodal roku 1543 Litoměřicím. Součástí obce se 27. ledna 1938 stala také osada Vimperk. V roce 1900 zde stálo šest domů s 24 obyvateli, Jan Palacký uvádí v roce 1848 sedm domů a 31 obyvatel. Před druhou světovou válkou zde žilo převážně obyvatelstvo německé národnosti. Vesnice byla známá pěstováním angreštu, kterému se v této nadmořské výšce dařilo. Po válce došlo k odsunu Němců. Vesnici se poté nepodařilo zalidnit do předválečného stavu.

## Současnost
Čeřeniště je součástí obce Malečov a je využíváno převážně k rekreačním účelům. Na stráni nad vsi stojí kostel Panny Marie Pomocnice křesťanů zrestaurovaný v roce 1970. U hřbitova stojí barokní kaple. Na jižním okraji Čeřeniště, v zahradách při zatáčce silnice do Hlinné jsou jako památné stromy chráněny celkem čtyři mohutné lípy malolisté.

## Obyvatelstvo
| | 1869 | 1880 | 1890 | 1900 | 1910 | 1921 | 1930 | 1950 | 1961 | 1970 | 1980 | 1991 | 2001 | 2011 | 2021 |
| --- | ---- | ---- | ---- | ---- | ---- | ---- | ---- | ---- | ---- | ---- | ---- | ---- | ---- | ---- | ---- |
| Obyvatelé                                                                                                  | 343  | 324  | 314  | 305  | 277  | 262  | 283  | 81   | 50   | 44   | 31   | 22   | 29   | 61   | 82   |
| Domy | 64   | 65   | 65   | 62   | 60   | 60   | 61   | 52   | 21   | 14   | 13   | 6    | 30   | 37   | 37   |
| Počet domů z roku 1961 zahrnuje také domy místní části Babiny I. Tabulka zahrnuje také data osady Vimperk. |      |      |      |      |      |      |      |      |      |      |      |      |      |      |      |

## Obecní správa
Při sčítání lidu v letech 1850–1960 byla Čeřeniště samostatnou obcí v okrese Litoměřice. Od 1. července 1960 do 30. června 1980 byla částí obce Tašov v okrese Ústí nad Labem. Od 1. července 1980 jsou částí obce Malečov v okrese Ústí nad Labem. Poté se Tašov opět osamostatnil, ale Čeřeniště již zůstala součástí Malečova. V letech 1950–1960 k obci patřily Babiny I.